# Chiesa della Resurrezione di Nostro Signore Gesù Cristo (Firenze)
La chiesa della Resurrezione di Nostro Signore Gesù Cristo è un luogo di culto cattolico che si trova in via Villamagna 150 a Firenze.

## Storia e descrizione
Nel 1962 fu decisa la costituzione di una nuova parrocchia alla Nave a Rovezzano, un borgo periferico che da tempi lontani si era formato nel luogo ove venivano traghettate persone e cose fra le due opposte sponde dell'Arno. La nuova chiesa per il servizio liturgico, dedicata alla Resurrezione di Cristo e rassomigliante ad una nave, fu eretta su progetto dell'architetto Lorenzo Papi nel 1965, utilizzando strutture prefabbricate in legno, vetro, rame e ferro.
In via di Villamagna, proprio di fronte alla chiesa, vi è un tabernacolo dedicato a sant'Isidoro con un bassorilievo del '700 raffigurante la Madonna del Rosario e santa Maria Maddalena de' Pazzi entro una nicchia, sormontato dallo stemma degli Antinori: non lontano si trova la Villa Antinori

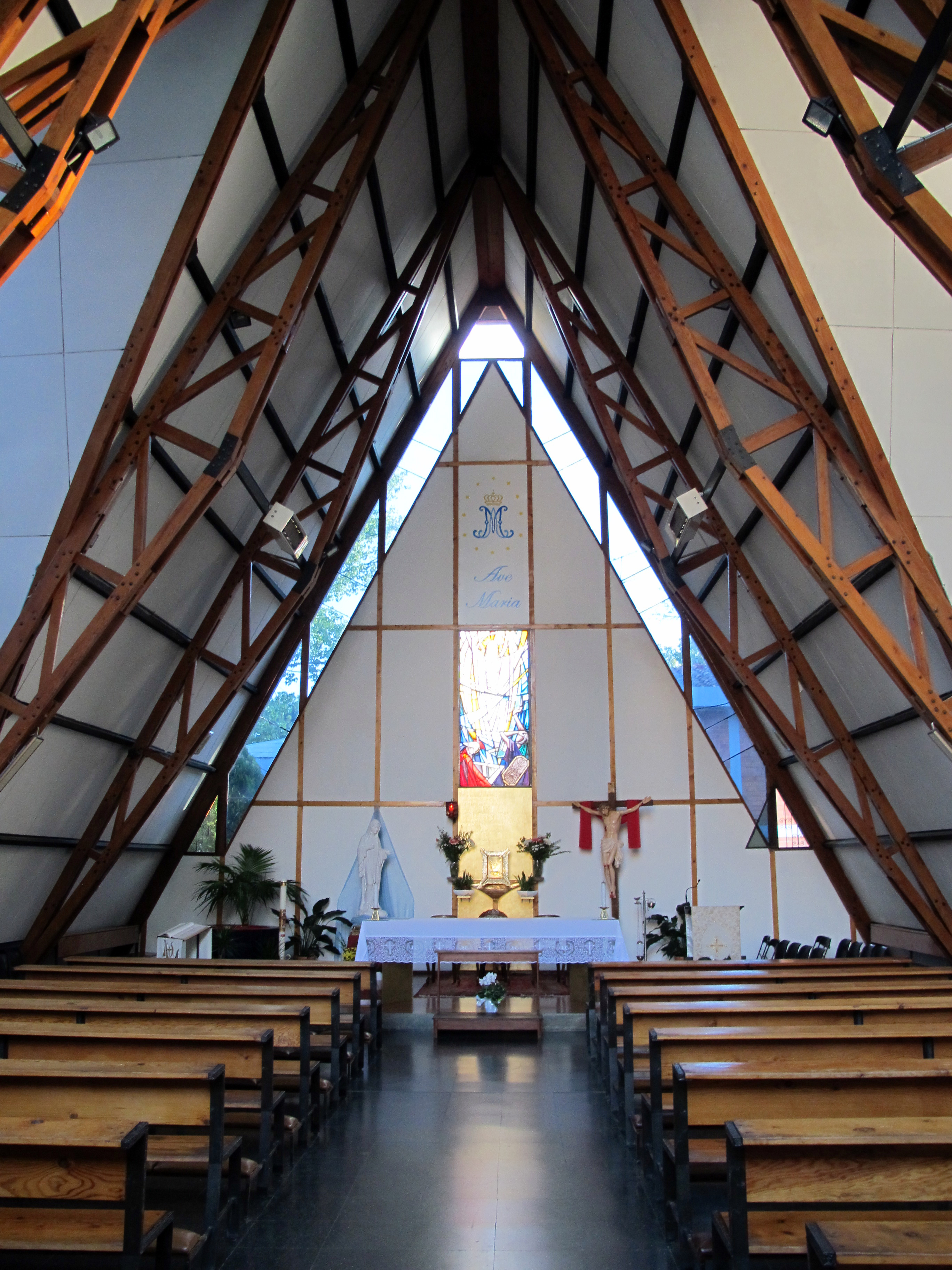
L'interno della chiesa
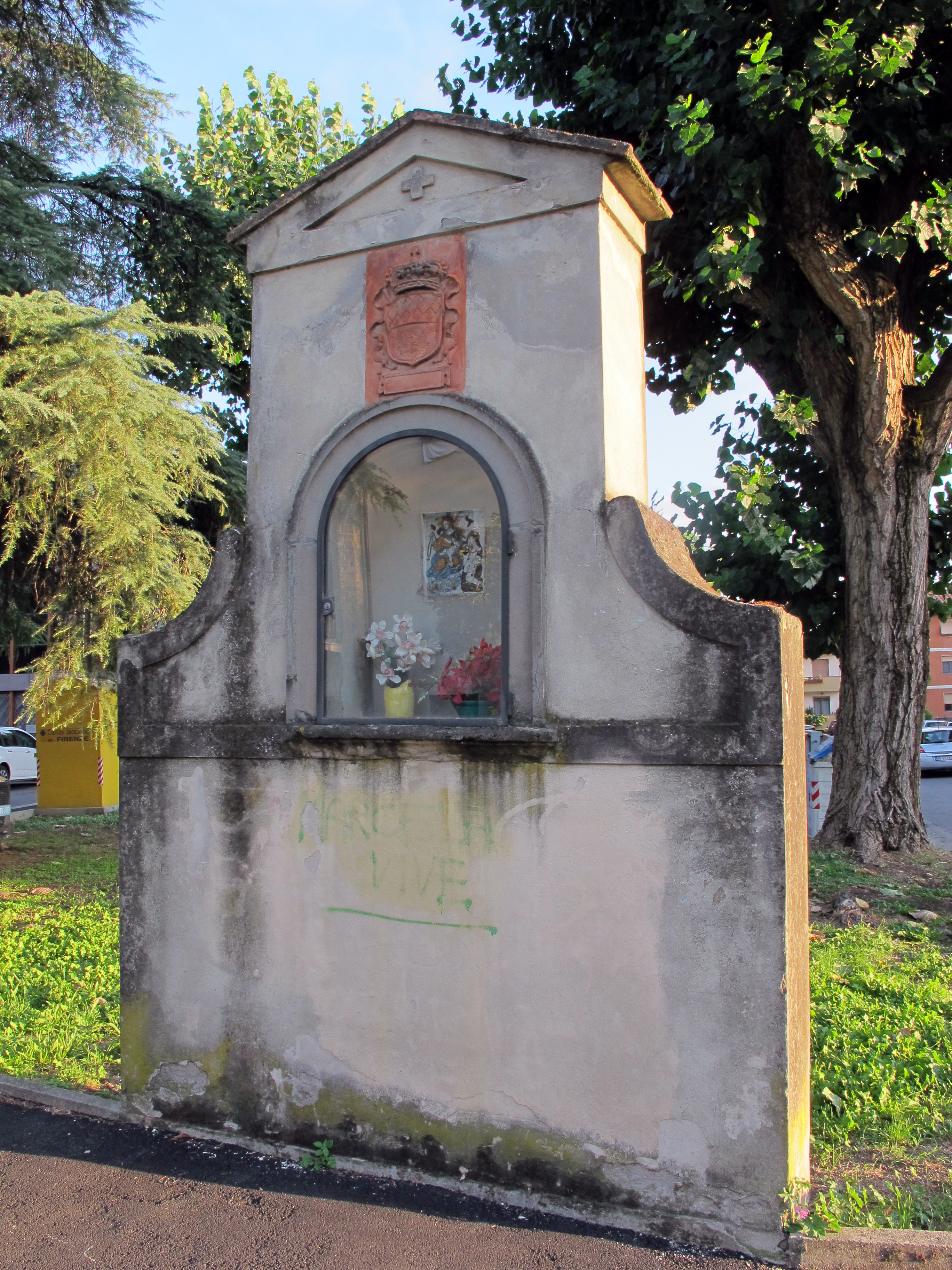
Il tabernacolo
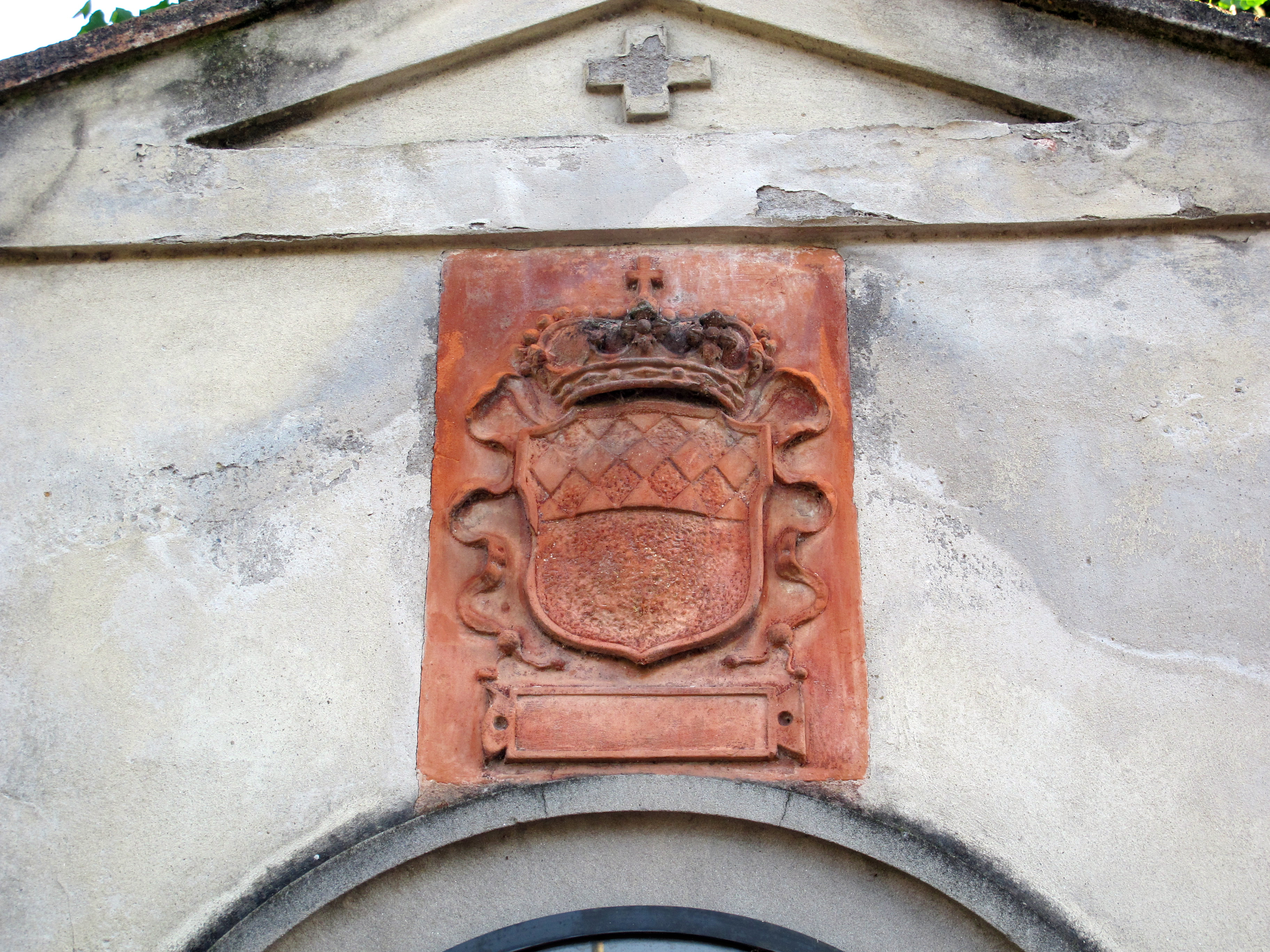
Stemma Antinori